# Sidi Ayad
Sidi Ayad là một đô thị thuộc tỉnh Béjaïa, Algérie. Dân số thời điểm năm 2002 là 5.059 người.